# Ectochela roseitincta
Ectochela roseitincta är en fjärilsart som beskrevs av M.Gaede 1915. Ectochela roseitincta ingår i släktet Ectochela och familjen nattflyn. Inga underarter finns listade i Catalogue of Life.